# 劉儒 (弘治進士)
劉儒（？—？），字寄道，山東東昌府高唐州恩縣人，軍籍，明朝政治人物。

## 生平
山東鄉試第四十八名舉人。弘治十五年（1502年）中式壬戌科三甲第七十三名進士。

## 家族
曾祖劉仲和；祖父劉貴；父劉淮。前母陳氏；賈氏。